# 민 쉐
민 쉐(버마어: မြင့်ဆွေ, 1951년 5월 24일 ~ 2025년 8월 7일)는 미얀마의 정치인이며 제1대 부통령 겸 대통령 권한대행이다. 2018년 3월 21일 틴 쪼 대통령이 사임한 후 대통령 권한대행을 역임했으며, 2011년 3월 30일부터 2016년 3월 30일까지 양곤 지역 수석장관을 지냈다. 2016년 3월 30일 미얀마의 부통령으로 취임했다. 그는 미얀마 육군의 몬족 출신 장교로 중장 계급이다.
민 쉐는 2021년 2월 1일 쿠데타로 따머도에 의해 대통령 권한대행으로 선언되었고, 이후 민 아웅 흘라잉 국방군 총사령관에게 권력을 이양했다.

## 군사 경력
그는 1971년 15번째 훈련의 일부로서 국방사관학교를 졸업했다. 그는 1997년에 준장이 되었고, 11 경보병 사단의 사령관이 되었다. 그는 2001년 남동부 사령관과 국가평화발전평의회 위원으로 임명되었다. 그는 양곤 사령부의 사령관으로 전보되었고 소장으로 진급했다. 그는 또한 양곤 평화 개발 위원회의 의장으로 활동하기도 했다.
그는 2004년 킨 눈이 숙청된 후 군사안보실장이 되었다. 2006년 1월, 그는 특수작전국 5(BSO-5)의 국장이 되었다. 그는 2005년에 중장으로 승진한 최초의 몬족이다. 2009년 마웅 아이의 후임으로 차기 사령관이 될 것이라는 소문이 돌았다.
그는 양곤 사령부를 지휘하는 동안 세 가지 주요 사건을 수행했는데, 쿠데타 음모가 발각된 후 2002년 네 윈의 가족들을 체포했고, 2004년 군사정보파 숙청사건에서 킨 눈과 그의 동료들을 체포했으며, 2007년 미얀마 반정부 시위을 분쇄했다. 사이클론 나르기스 이후 그의 행동은 비난을 받았다. 그는 2010년 총선 이전 기간에 활동가들을 가혹하게 다루었다.

## 정치 경력

### 양곤 관구 행정장관
그는 총선이 끝난 후 테인 세인 대통령에 의해 양곤 관구의 최고 장관으로 지명되었다. 그는 2012년 틴 아웅 민 우가 사임한 후 미얀마의 부통령 후보로 지명될 것으로 알려졌으나, 그의 사위가 당시 호주 시민권자였기 때문에 미얀마 헌법에 따라 자격이 주어지지 않았다.

### 부통령직
2016년 3월 11일 군부가 임명한 미얀마 의회 의원들이 그를 부통령 후보로 지명했다. 2016년 3월 15일 213표를 얻어 틴 쪼 내각의 제1부통령이 되었다. 그는 2016년 3월 30일 취임 선서를 했다.

### 대통령 권한대행
2018년 3월 21일 미얀마 헌법에 따라 대통령 권한대행으로 취임했다.
2021년 2월 1일 미얀마 군부에 의해 윈 민이 국가비상사태에 관한 법률 제424조에 따라 대통령직에서 물러난 후, 민 쉐는 다시 대통령 권한대행을 맡게 되었다.